# Pseudognaptorina
Pseudognaptorina (лат.) — род жуков из семейства чернотелок.

## Описание
Длина тела от 10,5 до 14,6 мм. Седьмой членик усиков уже восьмого. Эпиплевральный киль надкрылий виден сверху в базальной части и на вершине. Все голени на большем своём протяжении узкие, несколько расширены на вершине. Шпоры на передних голенях примерно одинаковой длины. У самцов вентральная поверхность трёх первых члеников передних лапок и первые два членика средних лапок с волосовидными щетками. Эдеагус с умеренно удлиненными парамерами, длина которых почти в два раза больше ширины. Лопасти яйцеклада поперечные.

## Биология
Обитают в долинах рек и на склонах холмов в увлажненных местообитаниях. Обнаружены вокруг корней кустарников и под камнями или комьями почвы. Питаются, вероятно, гниющими корнями растений или листьями.

## Классификация
Включает 10 видов:
- Pseudognaptorina exsertogena Shi, Ren & Merkl, 2005
- Pseudognaptorina flata Liu & Ren, 2009
- Pseudognaptorina nepalica Kaszab, 1977
- Pseudognaptorina obtusa Shi, Ren & Merkl, 2005
- Pseudognaptorina banbarica X.-M. Li, 2025
- Pseudognaptorina himalayana X.-M. Li, 2025
- Pseudognaptorina migana X.-M. Li, 2025
- Pseudognaptorina oblonga X.-M. Li, 2025
- Pseudognaptorina rectangularis X.-M. Li, 2025
- Pseudognaptorina reni X.-M. Li, 2025

## Распространение
Встречаются в Непале и Китае (провинции Сицзан, Сычуань и Цинхай).